# Certosa di Santa Maria de las Cuevas
La certosa di Santa Maria de las Cuevas (in spagnolo cartuja de Santa María de las Cuevas) conosciuta anche come monastero de la Cartuja (Monastero della Certosa), è un complesso architettonico che si trova a Siviglia, sull'isola omonima del fiume Guadalquivir.
Oggi sconsacrata, dal 1997 è sede del Centro Andaluz de Arte Contemporaneo, e del rettorato dell'Università Internazionale dell'Andalusia.

## Storia
La certosa venne fondata nel 1401 dall'arcivescovo della città Gonzalo de Mena, con il contributo del nobile Ruy González de Medina. Dopo la morte di Cristoforo Colombo nel 1506 la certosa ospitò la sua salma fino al 1542 quando il corpo venne riesumato e trasferito a Santo Domingo.
Il Terremoto di Lisbona del 1755 danneggiò gravemente gli edifici e con l'invasione francese del 1810 il monastero fu destinato a quartier generale. A seguito della secolarizzazione della Desamortización di Mendizábal nel 1835 i monaci furono espulsi, e nel 1839 venne adibito a fabbrica di ceramiche.
In occasione dell'Expo del 1992 venne completamente restaurato e recuperato, con i suoi orti e giardini, e divenne sede del padiglione reale.

## Galleria d'Immagini

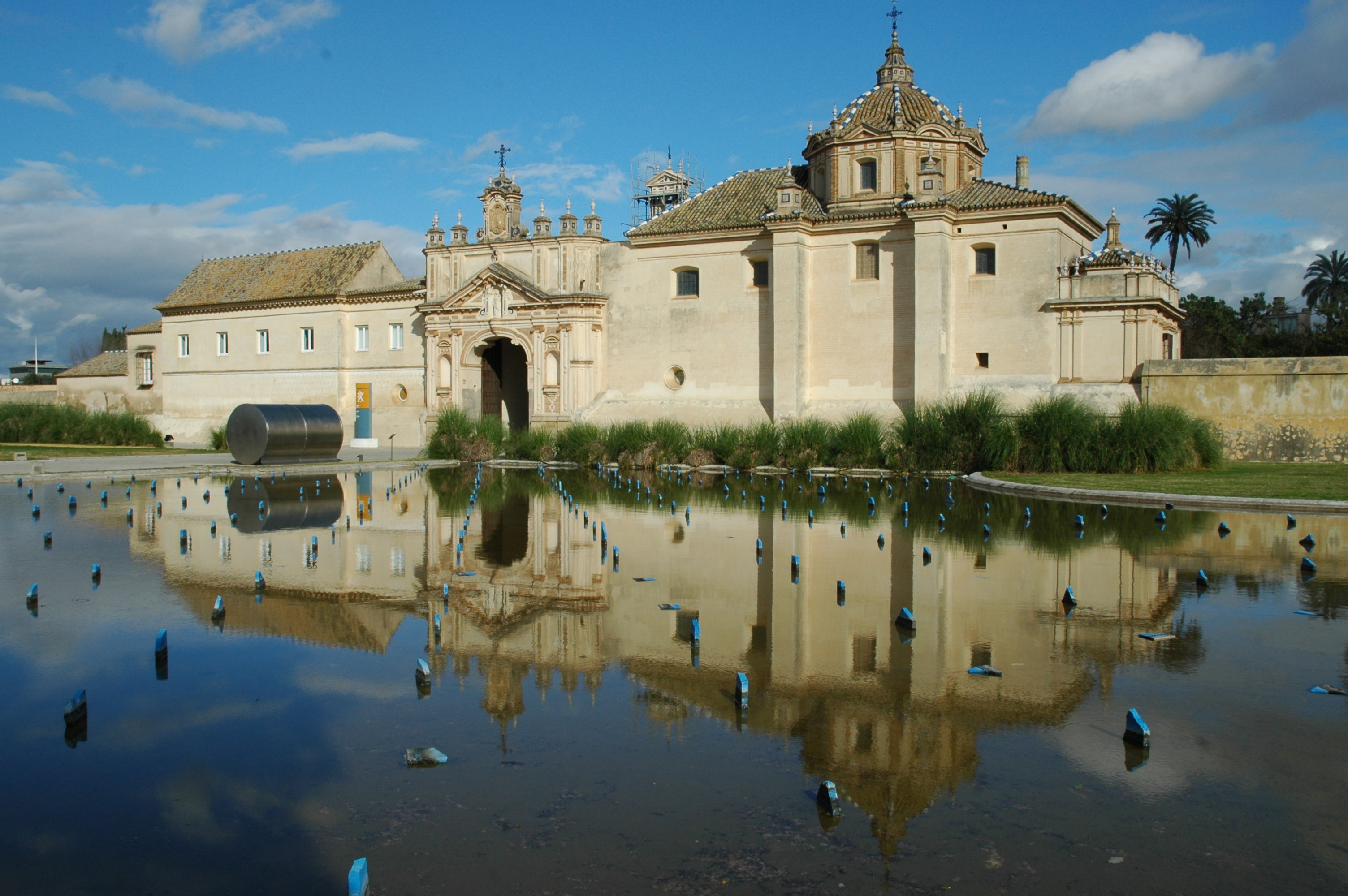
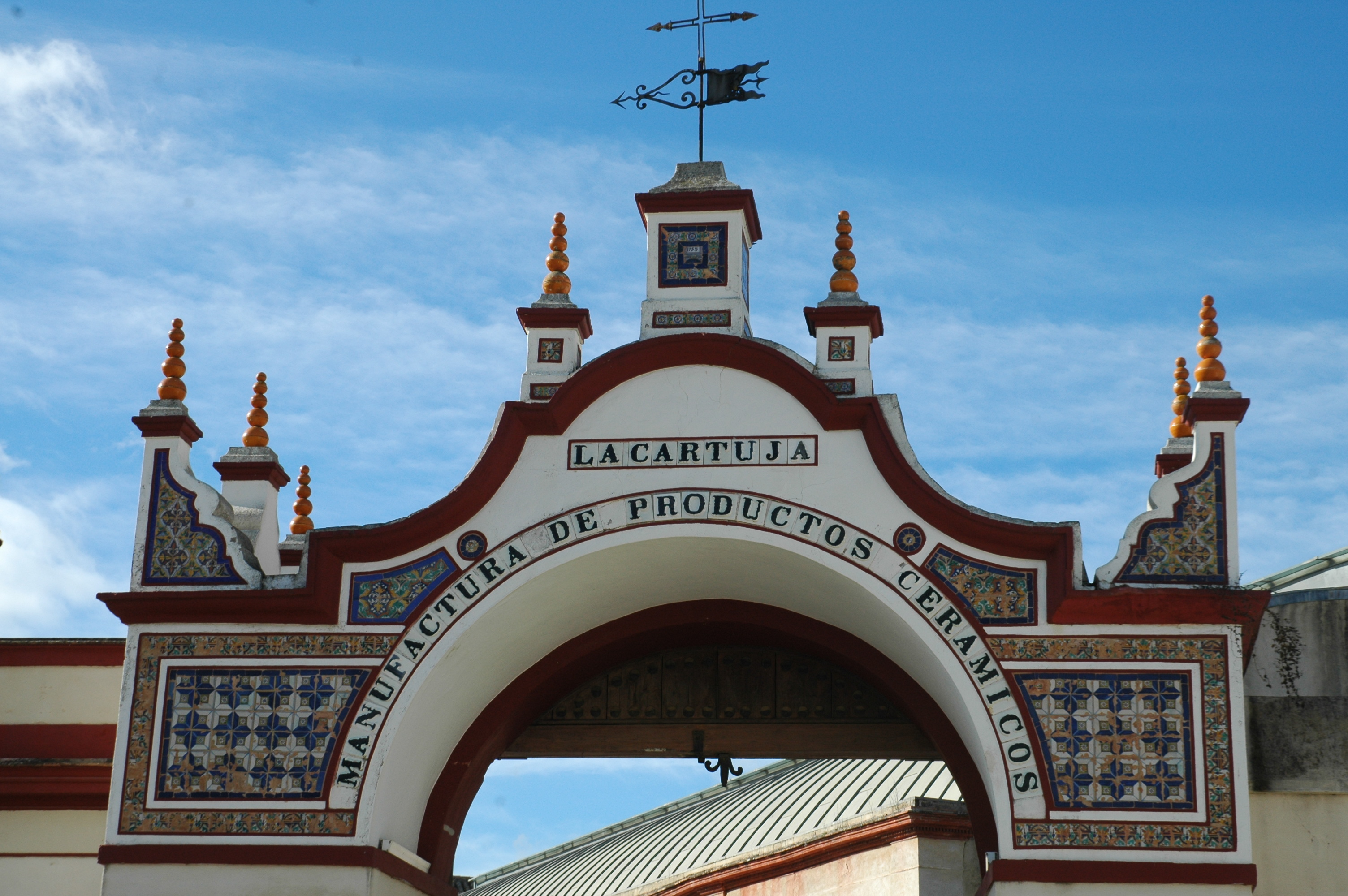
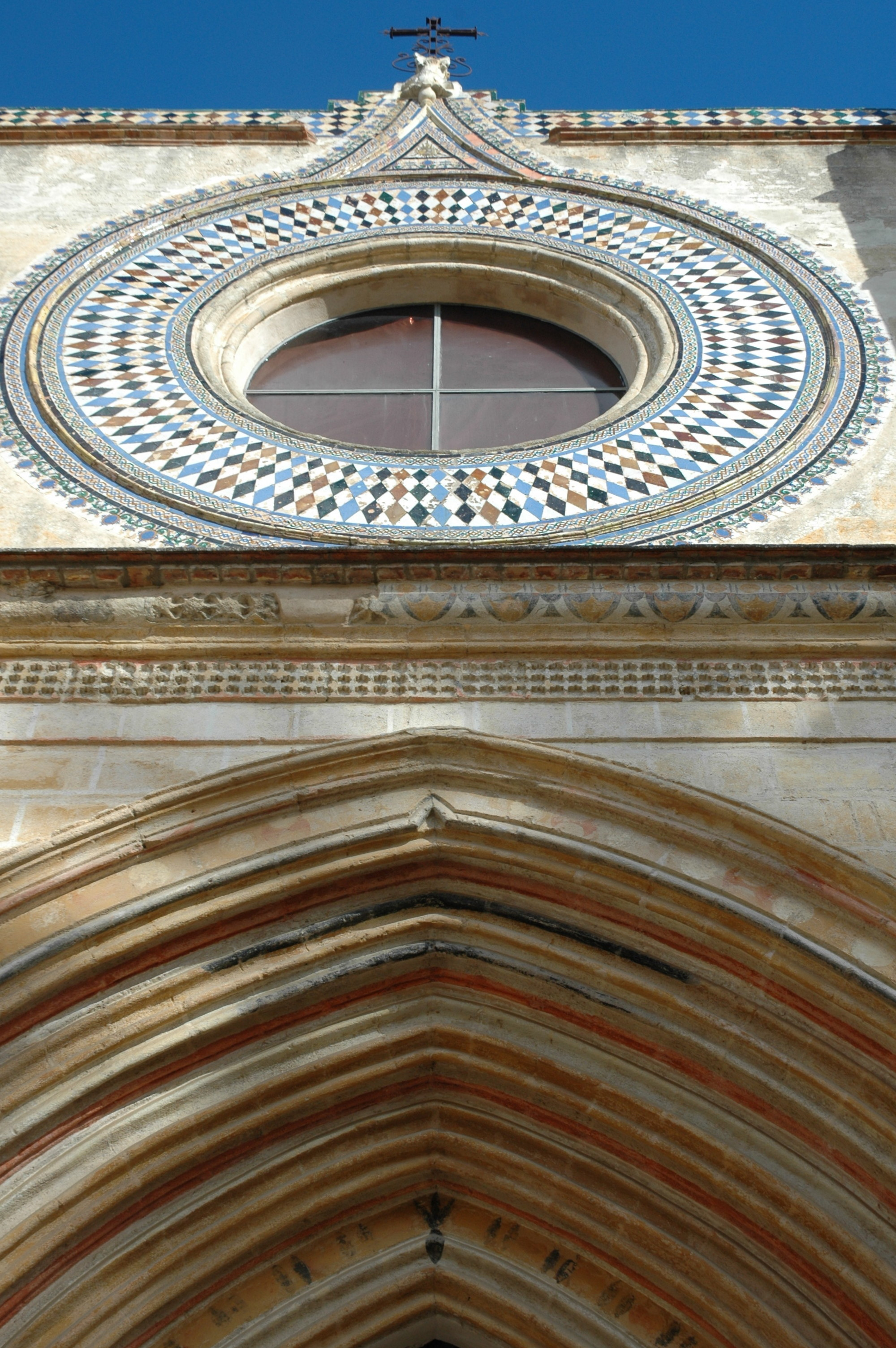
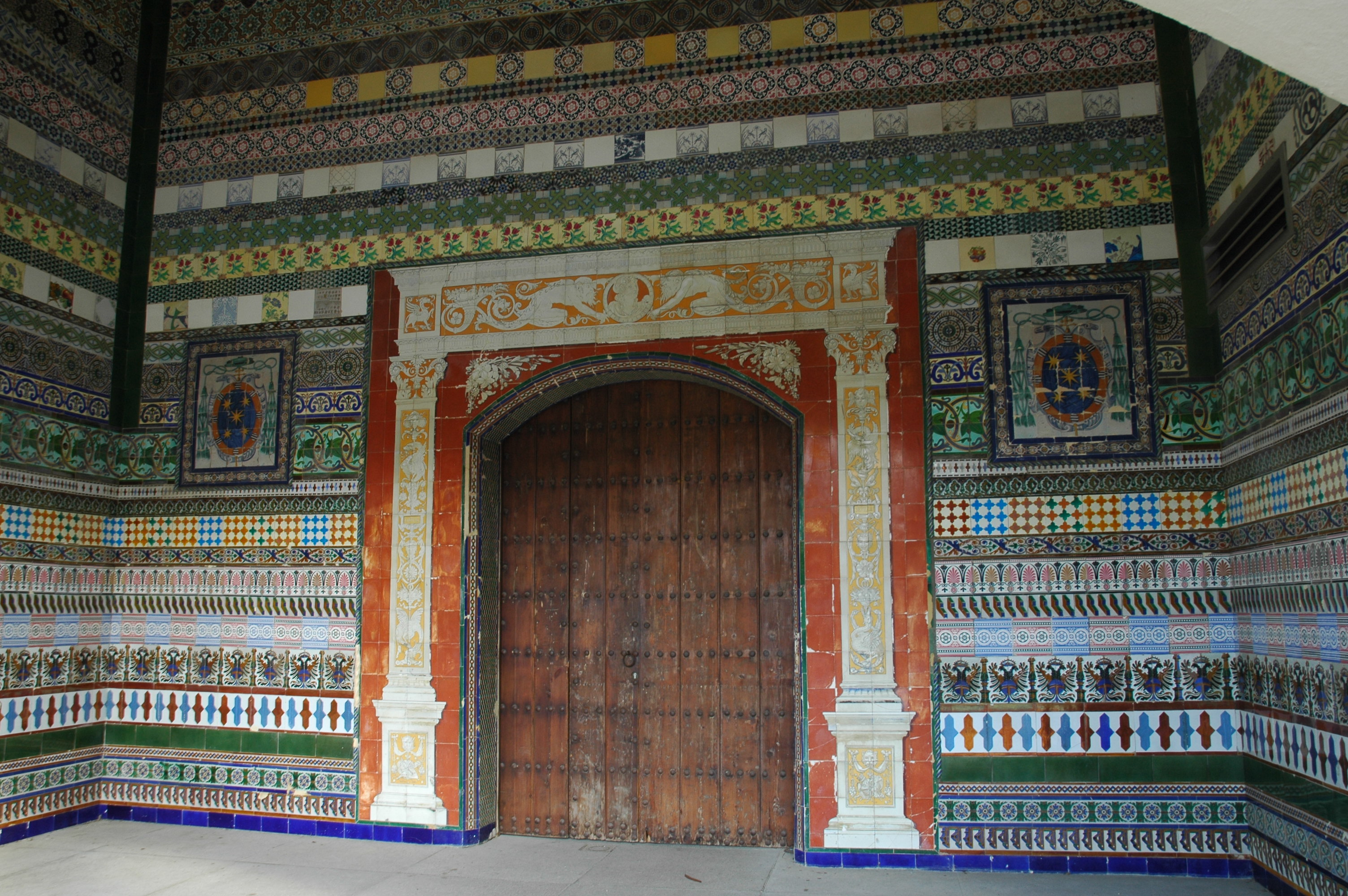
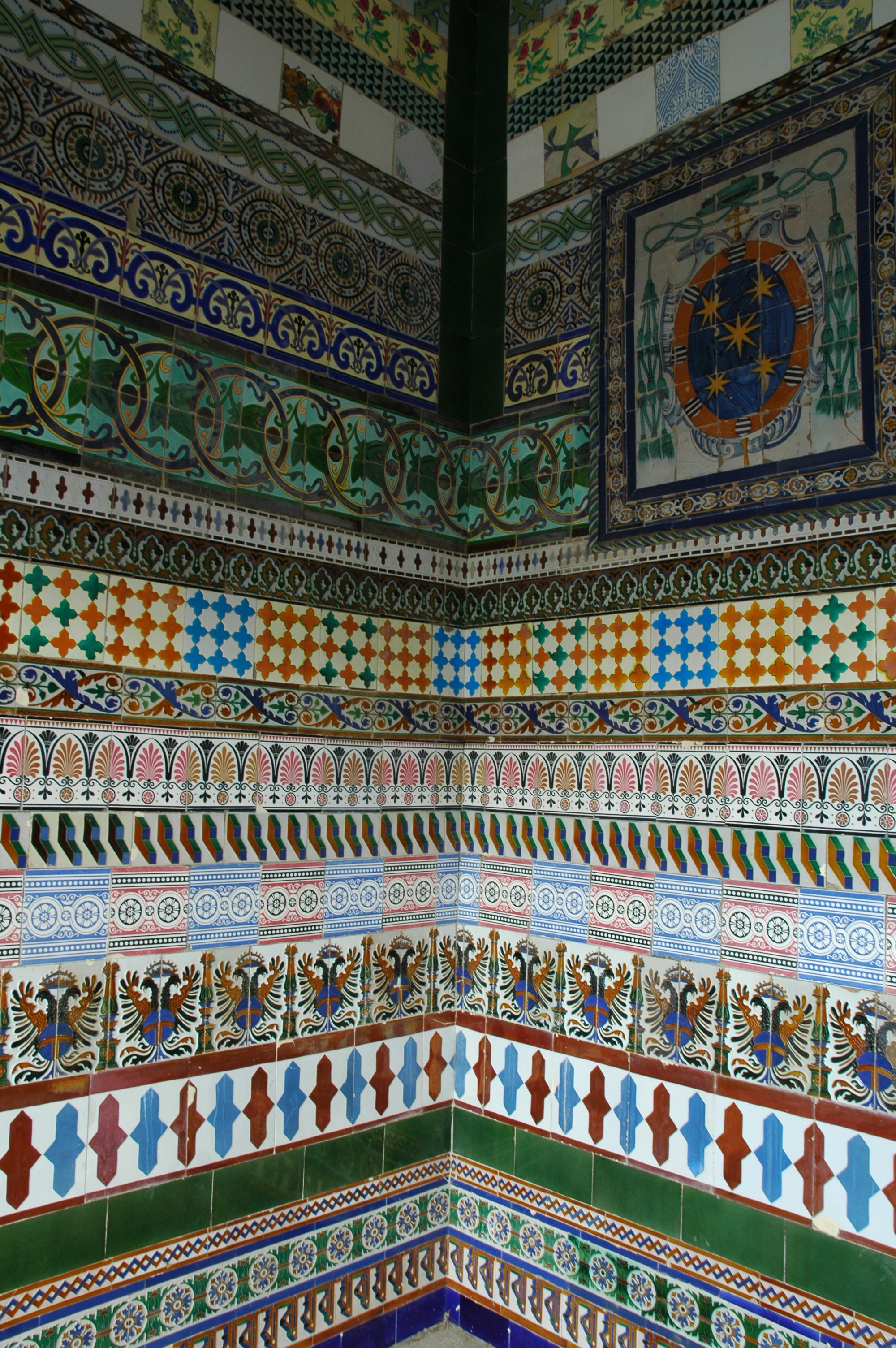
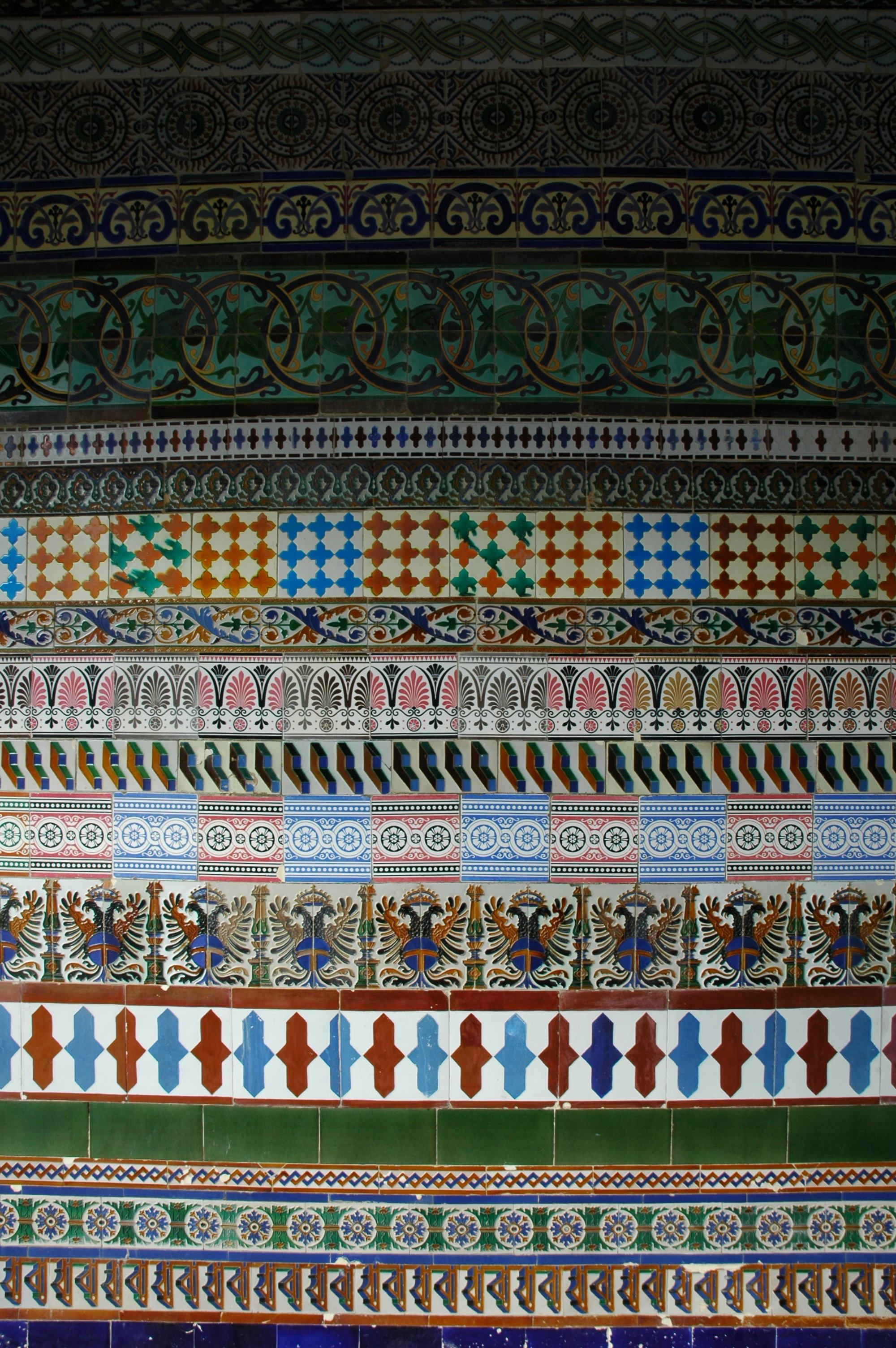